# Ignatiewo
Ignatiewo (bułg. Игнатиево) – miasto w Bułgarii, w obwodzie Warna, w gminie Aksakowo. W 2019 roku liczyło 3 932 mieszkańców.